# بلوتیچ (بوگاتیچ)
بلوتیچ (به صربی: Belotić) یک منطقهٔ مسکونی در صربستان است که در صربستان واقع شده‌است.